# So Far Under
So Far Under – drugi singel amerykańskiego zespołu muzycznego Alice in Chains, promujący szósty album studyjny Rainier Fog, opublikowany 24 sierpnia 2018. Utwór został zaprezentowany 27 czerwca za pośrednictwem oficjalnego konta grupy w serwisie YouTube. Autorem kompozycji jest William DuVall.

## Analiza
Autor utworu, wokalista i gitarzysta, William DuVall przyznał w komunikacie prasowym: „Chodzi o uczucie całkowitego sprzeciwu – przewyższać liczebnie, otaczać, stawiać czoła rzeczom pozornie nie do pokonania, i być przy tym naprawdę wkurzonym. Inspiracją były okoliczności osobiste, ale także i wydarzenia na całym świecie. Ale to nie jest pogodzenie się z porażką, jak mogłoby się wydawać. Liryka jest trudną i oziębłą oceną skomplikowanej sytuacji, lecz muzyka ma własną wiadomość. Nadal jest miejsce, by odwrócić scenariusz. Każdy aspekt pisania i nagrywania tej piosenki, będzie zapamiętany z dużą dozą radości – od zarejestrowania podstawowych utworów i gitarowego solo w Studio X w Seattle, po dalsze dogrywki u Nicka Raskulinecza w Rock Falcon Studio. Każdy z zespołu oraz personelu studia odcisnął piętno na tym numerze. Jesteśmy bardzo dumni z tej piosenki, jak i całego albumu”.

## Wydanie
Premiera „So Far Under” odbyła się 27 czerwca za pośrednictwem oficjalnego konta zespołu w serwisie YouTube. Utwór udostępniono także do pobrania oraz strumieniowania za pośrednictwem Amazon Music, Apple Music, iTunes oraz serwisu Spotify.

## Odbiór

### Krytyczny
Chad Childers z magazynu on-line Loudwire przyznał, że „So Far Under” „wydaje się idealnie pasować do katalogu Alice, z charakterystycznym brzmieniem gitar i perkusji”, podkreślając jednocześnie hipnotyczne fragmenty refrenu: „So far under / too much pain to tell / now i’m ripped asunder / so far under”. Szymon Kubicki z magazynu „Gitarzysta” zwrócił uwagę na  „średnie tempo, mięsiste, mielące gitary i depresyjny klimat”. Zoe Camp na łamach magazynu „Revolver” napisała, że utwór „znajduje zespół ubarwiający swoją charakterystyczną, grunge’ową sygnaturę, ponurymi i hipnotycznymi aspektami, przypominającymi Electric Wizard”.

### Komercyjny
7 lipca 2018 singel zadebiutował na 39. lokacie holenderskiego notowania Free40 Alternative Songs. Po dwóch tygodniach utwór awansował na 20. pozycję.

## Utwór na koncertach
Premiera koncertowa „So Far Under” nastąpiła podczas inauguracyjnego występu Rainier Fog Tour w Queen Elizabeth Theatre w Vancouver 22 sierpnia 2018.

## Lista utworów na singlu
digital download
| Nr | Tytuł utworu   | Autorzy        | Długość |
| -- | -------------- | -------------- | ------- |
| 1. | „So Far Under” | William DuVall | 4:33    |

## Personel
Opracowano na podstawie materiału źródłowego:
|  | Alice in Chains - William DuVall – śpiew, gitara prowadząca - Jerry Cantrell – gitara rytmiczna, wokal wspierający - Mike Inez – gitara basowa - Sean Kinney – perkusja | Produkcja - Producent muzyczny: Nick Raskulinecz - Inżynier dźwięku: Paul Figueroa - Miksowanie: Joe Barresi w JHOC Studios, Pasadena |

## Notowania
| Lista (2018)                        | Pozycja |
| ----------------------------------- | ------- |
| Free40 Alternative Songs (Holandia) | 20      |